# Tarikan
Tarikan is een bestuurslaag in het regentschap Muaro Jambi van de provincie Jambi, Indonesië. Tarikan telt 2432 inwoners (volkstelling 2010).